# زنان نگران برای آمریکا
زنان نگران برای آمریکا (انگلیسی:Concerned Women for America) نام گروه محافظه‌کار اجتماعی و غیرانتفاعی است که مرکز آن در شهر واشینگتن، دی.سی. ایالات متحده آمریکا قرار دارد. این گروه یک سازمان ضد فمنیستی است. این گروه از زنانی تشکیل شده که برای حقوق زنان فعالیت می‌کنند و از مردانی که از آن‌ها حمایت می‌کنند استقبال می‌کند.